# Нистен, Пьер Юбер
Пьер Юбер Нистен (фр. Pierre-Hubert Nysten; 30 октября 1771, Льеж — 3 марта 1818, Париж) — французский врач.
В 1802 году, одновременно с получением диплома доктора медицины в Париже, опубликовал свою первую работу «Новые гальванические опыты, проведенные на мускулах человека и теплокровных животных…» (фр. Nouvelles expériences galvaniques, faites sur les organes musculaires de l’homme et des animaux а sang rouge…). Вместе с Биша занимался пионерскими исследованиями в области кардиологии. Вместе с Жозефом Капюроном составил медицинский словарь (фр. «Nouveau dictionnaire de médecine, de chirurgie, de pharmacie, des sciences accessoires et de l'art vétérinaire», 1806, к 1865 году выдержал 12 изданий).
Имя Нистена носит одноимённый закон, описывающий закономерности трупного окоченения.